# Adis Husidić
Adis Husidić, noto come Baggio Husidić (Velika Kladuša, 19 maggio 1987), è un ex calciatore bosniaco, di ruolo centrocampista.

## Carriera
Husidić è stato scelto dai Chicago Fire al secondo turno della MLS SuperDraft 2009. Ha fatto il suo debutto professionale il 28 maggio 2009, entrando come sostituto di Gonzalo Segares negli ultimi minuti in una partita contro i Chivas USA. Ha segnato il primo gol della sua carriera il 24 aprile 2010 in una partita contro la Houston Dynamo.
Nel dicembre 2011 ha declinato l'opzione che lo avrebbe legato al sodalizio dell’Illinois anche l'anno successivo, venendo scelto dai Colorado Rapids al draft riguardante i giocatori senza contratto. Nonostante ciò, "Baggio" si è trasferito all'Hammarby nel campionato di Superettan, seconda serie svedese.
Nel 2014 fa ritorno in MLS poiché acquistato dal sodalizio losangelino dei Los Angeles Galaxy.
Il 7 marzo 2019 annuncia l'addio al calcio giocato.

## Palmarès

### Club

#### Competizioni nazionali
- Campionato MLS: 1

L.A. Galaxy: 2014